# Abraham Goldfaden
Abraham Goldfaden (en yiddish : אברהם גאָלדפֿאַדען ; en roumain : Avram Goldfaden) est un poète et auteur dramatique judéo-russo-roumain du xixe siècle (Starokostiantyniv, 24 juillet 1840 - New York 9 janvier 1908).
Salué comme le « Shakespeare yiddish », il est l'auteur de quelque quarante pièces de théâtre, essentiellement écrites en yiddish.

## Éléments biographiques

### Jeunesse et débuts professionnels
Abraham Goldfaden naît à Starokostiantyniv en Volhynie, qui fait alors partie de l'Empire russe. Sa date de naissance est parfois mentionnée le 12 juillet suivant le calendrier julien en vigueur à cette époque en Russie. Sa famille fait partie de la petite bourgeoisie, et est fortement imprégnée de Haskala (le mouvement des Lumières juif).
Il fréquente tout d'abord le heder (école religieuse juive), mais son père, un horloger, s'arrange pour qu'il reçoive en outre des leçons privées d'allemand et de russe. Enfant, il se fait remarquer par son goût pour les représentations des « bouffons de mariages » et des Brodersinger (en) (chanteurs et acteurs itinérants yiddish), qu'il imite, acquérant le sobriquet d’Avromele badchen (« Petit Abraham le bouffon »). En 1857, il commence des études à l'école rabbinique gouvernementale de Jytomyr, d'où il sort en 1866 professeur et poète, avec une certaine expérience dans le théâtre amateur, mais sans avoir jamais dirigé une troupe.
Installé à Odessa, il publie son premier recueil de vers en yiddish en 1866 et cherche à créer un théâtre yiddish. Il gagne ensuite Bucarest en Roumanie et fonde en 1876 la première troupe de théâtre professionnelle de langue yiddish.
Le premier poème publié de Goldfaden s'appelle Progrès ; à sa mort, le New York Times dans sa nécrologie, le décrira comme « un plaidoyer pour le sionisme, des années avant que ce mouvement se développe ». En 1865, il publie son premier livre de poésies en hébreu, Zizim u-Ferahim. La Jewish Encyclopedia (1901-1906) considère que « la poésie en hébreu de Goldfaden… possède de grandes qualités, mais a été éclipsée par sa poésie en yiddish, qui par sa force d’expression et la profondeur de sa perception de la véritable sensibilité juive, reste sans rivale. »
Son premier livre de vers en yiddish est publié en 1866. En 1867, il prend un poste d’enseignant à Simferopol. L’année suivante, il s’installe à Odessa, où il vit tout d’abord chez son oncle, où un de ses cousins, qui est un bon pianiste, l’aide à mettre certains de ses poèmes en musique.
À Odessa, Goldfaden renoue avec son ami Yitzkhok Yoel Linetsky (en), écrivain yiddish, qu’il avait connu à Jytomyr et rencontre Eliahu Mordechai Werbel (he), poète hébreu, dont la fille Paulina deviendra sa femme. Il publie des poèmes dans le journal Kol-Mevaser et écrit aussi ses deux premières pièces, Di Tzwei Skheines (Les deux voisines) et Die Mumeh Sosseh (La tante Suzie), qui seront publiées avec quelques poèmes en vers en 1869 dans un livre intitulé Di Yidene (La femme juive), dont le succès sera modeste, mais qui fera l'objet de trois éditions en trois ans. À cette époque, lui et Paulina vivent principalement de son maigre salaire d'enseignant de 18 roubles par an, complété par les leçons privées qu'il donne et par son emploi de caissier dans une chapellerie.
En 1875, Goldfaden se rend à Munich dans le but d'étudier la médecine. Cela n'aboutit pas, et il se rend alors à Lviv en Galicie, Autriche-Hongrie (à présent en Ukraine), où il retrouve Linetsky, qui est maintenant l'éditeur de l'hebdomadaire Isrulik ou Der Alter Yisrulik, de bonne réputation, mais qui sera rapidement interdit par le gouvernement. L'année suivante, il s'installe à Tchernivtsi en Bucovine, où il édite le journal de langue yiddish Dos Bukoviner Israelitishe Folksblatt. Mais cette publication se révèle rapidement être un non-sens économique, Goldfaden est incapable de réunir la somme de 3000 ducats pour payer les frais d'enregistrement. Il essaye bien, mais toujours sans succès, de relancer le journal sous différents noms. Il décide alors de s'installer à Iași.

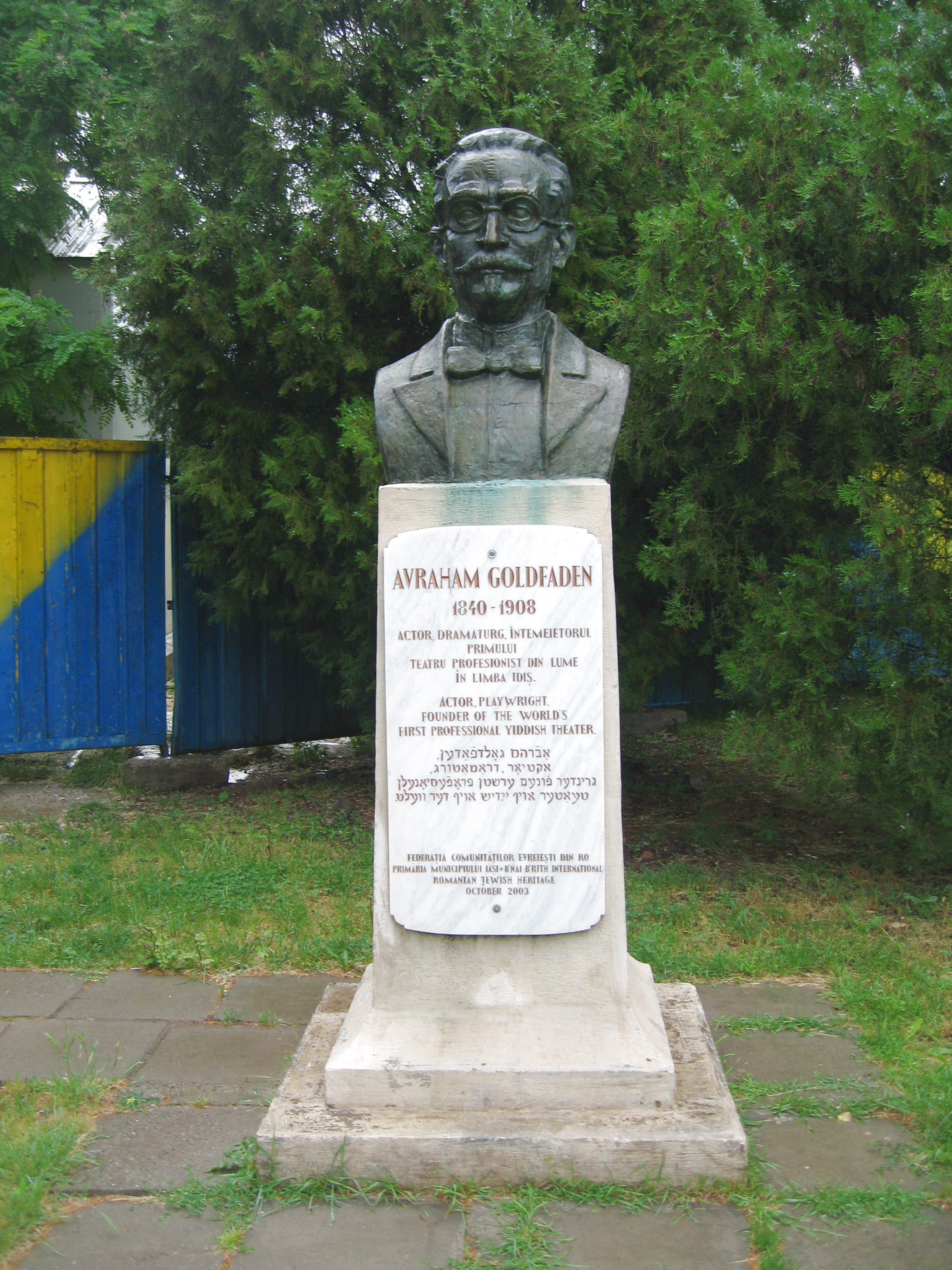
Statue d'Abraham Goldfaden près du théâtre national de Iaşi

### Iaşi
En arrivant à Iaşi en 1876, Goldfaden a la chance d'être reconnu comme un bon poète, dont de nombreux poèmes ont été mis en musique et sont devenus des chansons populaires, plutôt que comme un homme d'affaires malheureux. Quand il demande de l'argent à Yitzhak Librescu pour créer un nouveau journal, celui-ci refuse, et sa femme fait remarquer que le journalisme en langue yiddish n'est qu'un moyen de ne pas crever de faim, alors qu'un théâtre yiddish serait beaucoup plus rentable. Librescu offre 100 francs à Goldfaden pour un récital public de ses chansons dans le jardin de l'acteur Shimen Mark, Grădina Pomul Verde (le jardin des arbres fruitiers verts).
Au lieu d'un simple récital, Goldfaden l'étoffe pour en faire une sorte de vaudeville. Cette représentation, ou celle donnée en salle l'année suivante à Botoșani, est généralement considérée comme la première représentation de théâtre yiddish professionnel. Cependant, la décision de choisir cette représentation comme étant la « première » est purement symbolique, car le premier acteur de Goldfaden, Israel Grodner (en), chantait déjà les chansons de Goldfaden et d'autres dans les salons de Iaşi.
En fait, Grodner pourrait aussi prétendre à ce titre : il a chanté, en 1873, lors d'un concert à Odessa, certaines chansons de Goldfaden, bien que ce dernier ne soit pas personnellement impliqué, et aurait improvisé de façon significative entre les chansons, mais aucun document écrit n'est là pour l'étayer.
Bien que Goldfaden, d'après ses dires, ait été familier à cette époque avec « pratiquement toute la littérature russe », et avait une bonne connaissance du théâtre russe et polonais, et même avait vu le tragédien afro-américain Ira Aldridge jouer Shakespeare, la représentation au Grădina Pomul Verde ne peut pas être considérée comme une vraie pièce de théâtre. Les chansons sont reliées entre elles par des personnages jouant une petite intrigue et avec beaucoup d'improvisation. La représentation par Goldfaden, Grodner, Sokher Goldstein (en), et peut-être encore trois autres hommes, se déroule bien. La première chanson est selon les sources, soit Di bobe mitn einikl (Grand-mère et petite-fille) soit Dos bintl holts (Le fagot de brindilles).
Il a été suggéré que Goldfaden lui-même était un mauvais chanteur, ou même ne savait pas chanter du tout, et un mauvais acteur, mais selon Israil Bercovici (en), ces rumeurs ne sont pas fondées, et proviennent des propres remarques désobligeantes envers lui-même de Goldfaden, et de son attitude à la fin de sa vie à New York. Les études contemporaines le considèrent comme un acteur et un chanteur décent, mais non transcendant.
À partir de cette période, Goldfaden continue divers travaux de journalisme, mais le théâtre devient sa préoccupation majeure.
À la fin de l'été, le poète Mihai Eminescu assiste à une de ses représentations au Pomul Verde. Il note que la compagnie possède six acteurs (une erreur typographique en 1905, indiquera seize au lieu de six, ce qui suggèrera un début plus important pour le théâtre yiddish). Il est impressionné par la qualité des chansons et par le jeu, mais trouve la pièce « sans grand intérêt dramatique ». Ses commentaires plutôt positifs doivent être pris au sérieux, car Eminescu est connu pour être « fortement antisémite ». Eminescu aurait été voir quatre des premières pièces de Goldfaden : une revue musicale satirique De velt a gan-edn (Le monde et le paradis), Der Farlibter Maskil un der Oifgheklerter Hosid' (un dialogue entre un « philosophe amoureux » et un « hassid éclairé »), une autre revue musicale Der sver mitn eidem (Beau-père et gendre) et une comédie Fishl der balegole un zain knecht Sider (Fishel le cocher et son serviteur Sider).

### La recherche d’un théâtre
Quand la saison pour les représentations en extérieur arrive à sa fin, Goldfaden cherche sans succès à louer un théâtre approprié à Iaşi. Le propriétaire d'un théâtre, nommé Reicher, et probablement juif lui-même, lui dit qu'une « troupe de chanteurs juifs » serait « trop crasseuse » pour son théâtre. Goldfaden, Grodner et Goldstein s'enquièrent aussi à Botoșani, où ils habitent dans une mansarde, et Goldfaden continue de créer des chansons et des pièces de théâtre. Une première représentation à succès de Di Rekruten (Les recrues) dans une salle de théâtre (« avec des loges ! », comme le précisera Goldfaden) est suivie par des jours de pluie si torrentielle que personne n'ose s'aventurer dehors pour aller au théâtre ; ils mettent en gage quelques biens et partent pour Galați, qui sera un peu plus propice avec trois semaines de représentations à succès.
À Galaţi, ils embauchent leur premier décorateur sérieux, un peintre en bâtiment connu sous le nom de Reb Moishe Bas. Il n'a pas de formation artistique formelle, mais se montre parfait dans son travail, et rejoint ainsi la troupe, comme le fait Sara Segal (en), leur première actrice. Elle n’a pas encore ses vingt ans et sa mère, assistant à la première à Galaţi, refuse que sa fille non mariée gesticule sur une scène de cette façon ; Goldstein, qui contrairement à Goldfaden et à Grodner est célibataire, décide de l'épouser et ainsi, elle peut rester avec la troupe. Elle restera connue aussi bien sous son nom de jeune fille, Sara Segal, que sous le nom de Sofia Goldstein ou le nom de Sofia Karp, après son second mariage avec l'acteur Max Karp.
Après une série de représentations à succès à Galaţi, les représentations données à Brăila sont moins réussies, mais maintenant la compagnie a rodé son spectacle et il est temps d'aborder la capitale Bucarest.

### Bucarest
Comme à Iaşi, Goldfaden arrive à Bucarest avec une réputation déjà établie. Avec ses acteurs, il joue tout d'abord au début du printemps dans le salon Lazăr Cafegiu sur l'avenue Văcăreşti, au cœur du ghetto, puis quand les beaux jours arrivent, au jardin Jigniţa, un plaisant biergarten ombragé sur la rue Negru Vodă, qui n'avait jusqu'alors attiré que les gens du voisinage. Goldfaden complète son équipe en embauchant les meilleurs chantres de la synagogue et en recrutant deux prime donne éminemment respectables, formées à la musique classique, les sœurs Margaretta (en) et Annetta Schwartz (en).
Parmi les chantres engagés cette année-là, on trouve Lazăr Zuckermann (aussi connu sous le nom de Laiser Zuckerman) comme chanteur et danseur, il suivra Goldfaden à New York et aura une longue carrière théâtrale ; Moishe Zilberman (aussi connu sous le nom de Silberman), Simhe Dinman, mais surtout Zigmund Mogulescu (en) (Sigmund Mogulesko), un orphelin de 18 ans qui avait déjà fait son chemin dans le monde comme chanteur, non seulement comme soliste à la Grande synagogue de Bucarest, mais aussi dans les cafés et les bals avec une troupe d'opérette française en tournée, et même dans les églises, et qui deviendra rapidement une vedette de la scène. Avant que sa voix ait mué, il avait chanté avec Zuckerman, Dinman, et Moses Wald dans le "Chœur israélite", lors des cérémonies importantes de la communauté juive. Lors de son audition devant Goldfaden, Mogulescu joue une scène de Vlăduţu Mamei (Le garçon de maman), qui formera plus tard la base de la comédie légère de Goldfaden Shmendrik, oder Di komishe Chaseneh (en) (Shmendrik ou le mariage comique) dont Mogulescu sera la vedette en jouant le jeune homme malheureusement ignorant et infortuné (plus tard, le rôle sera repris avec succès à New York et en tournée par l'actrice Molly Picon).
Le recrutement de chantres ne se fait pas sans remous : le chef des chantres de la Grande synagogue, Cuper (ou Kupfer), considère comme « impie » que des chantres se produisent dans des spectacles séculiers, devant des parterres où les deux sexes se mélangent librement et jusqu'à des heures tardives de sorte que les gens ne peuvent pas être à l'heure pour les prières du matin.
Alors que l'on peut encore discuter sur la représentation qui a « lancé » le théâtre yiddish, on ne peut contester qu'à la fin de l'été, le théâtre yiddish de Bucarest est un fait établi. L'affluence de marchands et de revendeurs juifs au début de la guerre russo-turque de 1877-1878 étend grandement l'audience du théâtre ; parmi les nouveaux arrivants, on trouve Israel Rosenberg (en) et Jacob Spivakofsky (en), le descendant hautement cultivé d'une très riche famille juive russe. Tous les deux se joignent à la troupe de Goldfaden, mais ils la quitteront bientôt pour former la première troupe de théâtre yiddish dans l'Empire russe.
Goldfaden écrit sans relâche de nouvelles chansons, de nouvelles pièces de théâtre, des traductions de pièces roumaines, françaises et d'autres langues ; pendant les deux premières années, il écrit 22 pièces, et peut-être même 40, et si Goldfaden n'est pas toujours capable de garder ses comédiens dans sa compagnie une fois qu'ils sont devenus des vedettes, il continue pendant plusieurs années à recruter des talents prometteurs, et sa compagnie devient de facto un centre de formation pour le théâtre yiddish. À la fin de l'année, d'autres écrivains écrivent des pièces en yiddish, comme Moses Horowitz (en) avec Der tiranisher bankir (Le banquier tyrannique) ou Israel Grodner avec Curve un ganev (La prostituée et le voleur). Le théâtre yiddish devient alors un grand théâtre, avec des décors élaborés, des duos de chœurs et des extras pour attirer les foules.
Goldfaden est aidé par Ion Ghica, alors directeur du Théâtre national roumain, afin d'établir une société dramatique pour prendre en main les questions administratives. Par ces documents, on sait que la troupe à la Jigniţa comprend Moris Teich, Michel Liechman (Glückman), Lazăr Zuckermann, Margareta Schwartz, Sofia Palandi, Aba Goldstein, et Clara Goldstein. De ces mêmes papiers, on apprend que quand Grodner et Mogulescu quittent Goldfaden pour créer leur propre compagnie, la troupe comprend, en plus d'eux, Israel Rosenberg, Jacob Spivakovsky, P. Şapira, M. Banderevsky, Anetta Grodner, et Rosa Friedman.
Ion Ghica est d'une aide précieuse pour le théâtre yiddish de Bucarest. À plusieurs occasions, il exprime son opinion favorable quant à la qualité des acteurs et même sur les aspects techniques de ce théâtre. En 1881, il obtient pour le Théâtre National les costumes qui furent utilisés pour un spectacle yiddish sur le couronnement du roi Salomon, qui avait été programmé pour coïncider avec le couronnement du roi Carol Ier.

### Un tournant vers le sérieux
Si la comédie légère et la satire ont été à la base du théâtre yiddish et de son succès commercial, elles n'auraient jamais établi Goldfaden comme « le Shakespeare yiddish » (ainsi que le nommera The New York Times à sa mort en 1908). En tant qu'homme cultivé, connaissant plusieurs langues, il est parfaitement conscient qu'il n'existe pas de tradition juive d'Europe de l'Est pour la littérature dramatique. Son audience recherche seulement « un bon verre de vin d'Odobeşti et une chanson ». Des années plus tard, il singera l'habitué typique du théâtre yiddish de l'époque en disant : « Nous n’allons pas au théâtre pour que notre tête s’encombre de choses tristes. Nous avons assez de problèmes à la maison… Nous allons au théâtre pour nous encourager. Nous payons et nous espérons être divertis, nous voulons rire de bon cœur ».
Goldfaden écrit que cette attitude du public l'a mis « purement et simplement en guerre contre le public ». Sa scène n'est pas simplement « … une mascarade. Non, frères. Si je suis arrivé à avoir un théâtre, je veux que ce soit une école pour vous. Pendant votre jeunesse, vous n'avez pas eu le temps d'apprendre et de vous cultiver vous-même… Riez de bon cœur si je vous amuse avec mes blagues, pendant que moi, en vous regardant, je sens mon cœur pleurer. Alors, frères, je vais vous donner un drame, une tragédie tirée de la vie, et vous aussi vous pleurerez, tandis que mon cœur sera heureux ». Néanmoins, sa « guerre avec le public » est basée sur une compréhension de ce public. Il écrira aussi : « J'ai écrit Di kishefmakhern (La sorcière de Botoşani) en Roumanie, où la populace, juive comme roumaine, croit fortement aux sorcières ». Les superstitions et les intérêts locaux font toujours de bonnes matières à sujet, et comme le remarque Bercovici, quelles que soient ses intentions didactiques et inspiratrices, ses pièces historiques étaient toujours connectées à des problèmes contemporains.
Même pendant les deux premières années de sa compagnie, Goldfaden ne répugne pas aux thèmes sérieux : son vaudeville donné à Botoşani, et dont la représentation fut interrompue par les orages, est Di Rekruten (Les recrues), qui parle du thème des sergents-recruteurs, qui forcent les jeunes hommes de la ville à s'enrôler pour partir à l'armée. Avant la fin de 1876, Goldfaden a déjà traduit L'île déserte (La Peyrouse: Ein Schauspiel in Zwei Akten) d'August von Kotzebue : cette pièce d'un aristocrate allemand et espion russe, est la première pièce non comique jouée en yiddish par des professionnels. Après les succès initiaux de ses vaudevilles et comédie légères (bien que Shmendrik et Les deux Kuni-Lemels soient déjà des pièces raisonnablement sophistiquées), Goldfaden se met à écrire plusieurs pièces sérieuses en yiddish sur des thèmes juifs, dont la plus célèbre, Shulamith (« la Sulamite ») date de 1880. Golfaden lui-même considère que ce tournant sérieux n'a été rendu possible que parce qu'il a éduqué son public. Nahma Sandrow (en) suggère qu'une autre des causes possibles est l'arrivée de Juifs russes en Roumanie, due à la guerre russo-turque de 1877-1878, qui connaissent le théâtre russe, plus sophistiqué. Le net virage de Goldfaden vers des sujets austères coïncide avec la tournée de sa troupe à Odessa.
Goldfaden est en même temps un théoricien et un praticien du théâtre. Presque dès le début, il est intéressé sérieusement à ce que la conception du décor supporte les thèmes de ses pièces. Bercovici note qu'une des caractéristiques principales du théâtre yiddish est qu'à sa naissance, la théorie était en avance sur la pratique. La majorité de la communauté juive, Goldfaden inclus, est déjà familiarisée avec le théâtre contemporain en d'autres langues. La tournée initiale de la troupe de Goldfaden à Iaşi, Botoşani, Galaţi, Brăila, Bucarest, pourrait être typiquement celle d'une troupe de théâtre en langue roumaine. Le théâtre yiddish peut avoir été vu dès le début comme l'expression de l'esprit national juif, mais les valeurs théâtrales de la compagnie de Goldfaden sont dans l'ensemble celles d'un bon théâtre roumain de l'époque. De plus, le yiddish, étant un dialecte allemand, est aussi compréhensible par de nombreux non-Juifs en Moldavie (et en Transylvanie), comme langue commerciale importante ; le fait qu'un des premiers à écrire sur le théâtre yiddish soit le poète national roumain Mihai Eminescu est indicateur de l'intérêt pour le théâtre yiddish au-delà de la communauté juive.
Dès le début, le théâtre yiddish attire des critiques de théâtre, comparables à n'importe quel autre théâtre européen. Bercovici cite une brochure d'un certain G. Abramski, publiée en 1877. Abramski décrit et fait la critique de toutes les pièces de Goldfaden de l'année, spécule que l'on se trouve peut-être à un moment comparable à celui de l'ère élisabéthaine pour le théâtre anglais, note les différentes sources de cette forme émergente, des Purimspiels (pièces de Pourim) aux pantomimes du cirque, fait l'éloge des rôles féminins forts, mais critique quand il voit une erreur comme le fait de faire jouer, de façon peu convaincante, la mère dans Shmendrik par un acteur mâle, ou la pièce entière Di shtume kale (La mariée muette), qui apparemment a été écrite spécialement pour faire jouer une jeune et jolie actrice, qui malheureusement est trop nerveuse pour prononcer son texte, disant que la seule évidence que la pièce soit de Goldfaden est son nom.

### Russie

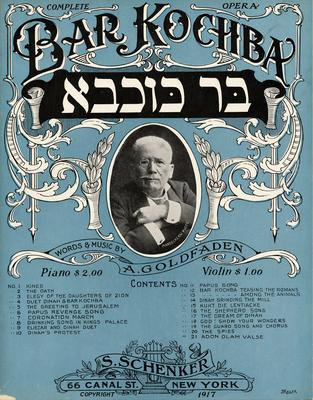
Livret de la pièce Bar-Kokhba lors d'une reprise en 1917

Le père de Goldfaden lui écrit pour demander que sa troupe se produise à Odessa en Ukraine, qui fait alors partie de l'Empire russe. La période semble opportune : la fin de la guerre fait que son meilleur public est maintenant à Odessa plutôt qu'à Bucarest ; Rosenberg a déjà quitté la troupe de Goldfaden et représente déjà le répertoire de Goldfaden à Odessa.
Avec un prêt de Librescu, Goldfaden part vers l'est avec sa troupe de 42 personnes, qui inclut les acteurs, les musiciens et leurs familles. En plus d'Odessa, sa troupe va beaucoup tourner dans l'Empire russe, notamment à Kharkiv (aussi en Ukraine), à Moscou et à Saint-Pétersbourg. Jacob Pavlovitch Adler décrit Goldfaden à cette période comme un « bon vivant » (en français dans le texte), un « cavalier », « difficile à approcher comme un empereur ». Il continue à écrire des pièces avec un rythme prolifique, et maintenant la plupart de ses pièces concernent des sujets sérieux, tels que Doctor Almaosado, oder Di Yiden in Palermo (Docteur Almosado, ou Les Juifs de Palerme), Shulamith ("Sulamite") et Bar Kokhba, ce dernier étant une opérette plutôt noire sur la révolte de Bar-Kokhba, écrite après les pogroms qui ont suivi en 1881 l'assassinat du tsar Alexandre II et alors que l'opinion se tourne contre l'émancipation des Juifs.
Victor Tissot assiste par hasard à Berdichev à deux pièces de la compagnie de Goldfaden, Di Rekruten (Les recrues) et Di Shvebelekh (Les allumettes), une pièce d'intrigues. Le compte-rendu de Tissot sur ce qu'il a vu donne un aperçu intéressant des théâtres et des publics rencontrés par la troupe de Goldfaden en dehors des grandes villes : « Berditschew, qui n’a ni café ni restaurant, ni lieu de réunion d’aucune sorte, Berditschew, qui est une ville sans plaisir et sans joie, a cependant une salle de spectacle, vaste baraque en planches où les troupes de passage donnent une représentation de loin en loin. » Bien qu'il y ait une scène propre avec un rideau, les sièges bon marché sont des bancs nus, tandis que les places les plus chères sont « des bancs de bois grossier drapés de percaline rouge ». Bien qu'il y ait beaucoup de barbes entières, « il n'y a ni longs caftans, ni calottes ». Certaines personnes sont très pauvres, mais sont des Juifs assimilés, fondamentalement sécularisés. Le public comprend aussi des officiers russes avec leur femme ou leur petite amie.
En Russie, Goldfaden et sa troupe attirent une large audience et sont généralement populaires avec les intellectuels juifs progressistes, mais ils vont se mettre à dos le gouvernement tsariste et les éléments conservateurs de la communauté juive. Goldfaden appelle à des changements dans le monde juif.
Réveille-toi, mon peuple
De ton sommeil, lève-toi
Et ne crois plus à la stupidité.
Un tel appel est un peu ambigu, mais il est dérangeant pour ceux qui sont du côté du statu quo. Le théâtre yiddish est banni de Russie à compter du 4 septembre 1883, en tant que réaction antisémite à la suite de l'assassinat du tsar Alexandre II. Goldfaden et sa troupe se retrouvent bloqués à Saint-Pétersbourg. La compagnie se disloque et les comédiens partent alors vers différentes destinations, certains en Angleterre, d'autres à New York, d'autres enfin retournent en Pologne ou en Roumanie.

### Le prophète à la dérive
Alors que le théâtre yiddish continue avec succès dans différents endroits, Goldfaden n'est pas à l'époque en bons termes avec Mogulescu. Ils se querellent (et se réconcilient) plusieurs fois au sujet des droits des pièces, et Mogulescu et son partenaire Moishe Finkel (en) maintenant dominent le théâtre yiddish en Roumanie, avec environ dix petites troupes concurrentes. Mogulescu est alors la figure de proue du théâtre de Bucarest, recevant des éloges à un niveau comparable à ceux des acteurs du Théâtre National, faisant des représentations aussi bien en roumain qu'en yiddish, et attirant un public bien au-delà de la communauté juive.
Goldfaden semble, d'après les mots même de Bercovici, « avoir perdu son élan théâtral » à cette période. Il réunit brièvement une compagnie théâtrale en 1886 à Varsovie, mais sans succès notable. En 1887, il se rend à New York, comme le fait aussi Mogulescu, mais de façon totalement indépendante. Après d'âpres négociations et une grande anticipation dans la presse yiddish de New York (l'édition du New Yorker Yiddishe Ilustrirte Zaitung du 11 janvier 1888 affiche à la une : Goldfaden en Amérique), il prend brièvement le poste de directeur du nouveau théâtre roumain de Mogulescu ; ils se séparent de nouveau, après l'échec de leur première pièce, dont la production n'était apparemment pas à la hauteur des standards de New York. Goldfaden essaye alors, sans succès, de trouver une école de théâtre, puis se rend à Paris en 1889, avec relativement peu d'argent. Là, il écrit quelques poésies, travaille à une pièce qu'il ne termine pas alors, et rassemble une troupe qui n'ira même pas jusqu'à une représentation, car le caissier s'enfuit en emportant la caisse. En octobre 1889, il racle les fonds de tiroir et part à Lviv, où sa réputation en tant que poète vient à son secours.

### Lviv
Lviv n'est pas exactement l'endroit rêvé pour un auteur dramatique. Leon Dreykurs décrit le public apportant de la nourriture au théâtre, froissant du papier, traitant le théâtre comme une taverne. Il rapporte aussi ce que dit Jacob Shatzky (en) : « En fin de compte, le milieu galicien n'est pas favorable au théâtre yiddish. Les intellectuels sont assimilés, mais les masses sont fanatiquement religieuses et regardent les comédiens juifs avec dédain ».
Néanmoins, Iacob Ber Ghimpel, qui possède un théâtre yiddish, est heureux d'avoir quelqu'un de la stature de Goldfaden. Celui-ci finit la pièce qu'il avait débutée à Paris, Rabi Yoselman, oder Di Gzeroth fun Alsas (Rabbi Yoselman ou les décrets alsaciens), une pièce en cinq actes et 23 scènes, basée sur la vie de Josel de Rosheim. À cette époque, il écrit aussi une opérette Rothschild et une pièce semi-autobiographique nommée Mashiachs Tzeiten?! (Les Temps messianiques?!), qui donne un aperçu moins qu'optimiste de l'Amérique.
Kalman Juvelier (en), un des acteurs de la compagnie de Ber Ghimpel, reconnaît que le court temps passé par Goldfaden à Lviv a permis de renforcer énormément la qualité des représentations, en travaillant avec chaque acteur sur la compréhension de son personnage et en s'assurant que la pièce soit plus que juste une série de chansons et d'effets.

### Retour à Bucarest
Soutenu par son succès à Lviv, il retourne à Bucarest en 1892, comme directeur du théâtre Jigniţa. Sa nouvelle compagnie comprend outre Lazăr Zuckermann, Marcu (Mordechai) Segalescu et plus tard Iacob Kalich, Carol Schramek, Malvina Treitler-Löbel et son père H. Goldenbers. Parmi ses pièces les plus notables de cette période, on trouve Dos zente Gebot, oder Lo tachmod (Le dixième commandement ou Tu ne convoiteras pas), Judas Maccabaeus (Judas Maccabée), et Judith mit Holofernes (Judith et Holopherne), ainsi qu'une traduction de Johann Strauss, Le Baron tzigane.
Mais la période n'est plus propice pour retourner en Roumanie. Le théâtre yiddish est devenu une affaire commerciale, avec de la publicité habilement rédigée, des représentations coordonnées dans plusieurs villes en utilisant les mêmes matériaux publicitaires et une compétition à couteaux tirés : en 1895, un jeune homme du nom de Bernfeld assiste à plusieurs représentations de la pièce de Goldfaden L'histoire d'Isaac, mémorise l'intégralité de la pièce, y compris les chansons, et apporte l'ensemble à Kalman Juvelier, qui en fait une représentation non autorisée à Iaşi. Ce type de détournement est rendu possible depuis qu'Ion Ghica s'est orienté vers la carrière diplomatique et ne s'occupe plus directement du Théâtre National. Celui-ci en effet est supposé régler les problèmes des représentations non autorisées et des droits, mais n'accorde plus beaucoup d'attention au théâtre yiddish. Juvelier et Goldfaden arriveront finalement à régler leur différend à l'amiable.
Cette compétition acharnée n'est cependant rien, comparé à ce qui va suivre. Les années 1890 sont difficiles pour l'économie roumaine, et une vague montante d'antisémitisme rend la vie encore plus dure pour les Juifs. Un quart de la population juive émigre, dont une bonne partie des intellectuels, et ceux qui restent sont plus intéressés par la politique que par le théâtre : c'est une période de ferment social, avec les socialistes juifs à Iaşi lançant le journal Der Veker (en) (Le Réveilleur).
Goldfaden quitte la Roumanie en 1896, laissant Juvelier comme seule troupe de théâtre yiddish active. Les troupes étrangères cessent presque totalement leurs tournées dans le pays. Bien que Joseph Lateiner (en), Moses Horowitz (en) et Shomer (en) continuent d'écrire et éventuellement de présenter un spectacle, la période n'est pas bonne pour le théâtre yiddish, comme d'ailleurs pour tous les théâtres en Roumanie, et cela va encore être pire car l'économie continue à décliner.
Goldfaden parcourt l'Europe comme poète et journaliste. Ses pièces continuent à être représentées en Europe et en Amérique, mais rarement, sinon jamais, on ne lui envoie des royalties. Sa santé se détériore (une lettre de 1903 mentionne de l'asthme et des crachats de sang), et il est à court d'argent. Il écrit une lettre de Paris à Jacob Dinesohn (en), l'autorisant à vendre ses derniers biens en Roumanie, y compris ses vêtements. Cela lui permet, en 1904, de se rendre une nouvelle fois à New York.

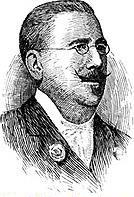
Abraham Goldfaden d'après la Jewish Encyclopedia

### New York
En Amérique, il s'essaye de nouveau au journalisme, mais un bref emploi comme directeur du New Yorker Yiddishe Ilustrirte Zaitung entraîne non seulement la suspension du journal, mais lui vaut une amende relativement importante. Le 31 mars 1905, il récite de la poésie lors d'une représentation charitable pour offrir une pension au poète yiddish Eliakum Zunser, dont la situation est pire que la sienne, car depuis son arrivée en Amérique en 1899, celui-ci a été incapable d'écrire. Peu de temps après, il rencontre un groupe de jeunes gens faisant partie d'une association hébraïque au "Dr Herzl Zion Club". Il leur écrit alors une pièce en hébreu, David ba-Milchama (David en guerre), qu'ils représentent en mars 1906, la première pièce en hébreu à être représentée en Amérique. Les représentations vont continuer de mars 1907 à avril 1908 en attirant une foule relativement importante.
Il écrit aussi les parties parlées de Ben Ami (Fils de mon peuple), pièce vaguement inspirée de Daniel Deronda de George Eliot. Après qu'un de ses anciens acteurs, Jacob Pavlovitch Adler, maintenant propriétaire d'un important théâtre yiddish, l'a ignoré, l'accusant même d'être devenu sénile, il propose la pièce au Théâtre du Peuple de son rival Boris Thomashefsky (en). La première de la pièce, le 25 décembre 1907, est un succès, avec la musique de Louis Friedsell (en) et les paroles de Mogulescu, qui à cette époque est une vedette internationale.
Il meurt à New York en 1908. Lors de sa mort, le The New York Times non seulement l'appelle le « Shakespeare yiddish », mais « un poète et un prophète », et rajoute : « …il y a plus de témoignages de véritable sympathie et d'admiration pour l'homme et son œuvre, que ce qui pourrait se manifester aux funérailles de n'importe quel poète écrivant maintenant en anglais dans ce pays ». Une foule d'environ 75 000 personnes participera à la procession funéraire, du Théâtre du Peuple dans Bowery, jusqu'au Washington Cemetery à Brooklyn.

### Reconnaissance
Yankev Shternberg, directeur de théâtre yiddish avant la Seconde Guerre mondiale en Union soviétique, l'appelle « le Prince charmant qui a réveillé la culture juive roumaine de sa léthargie ».
Israil Bercovici (en), directeur du Théâtre juif d’état de Roumanie de 1955 à 1982, écrit que dans ses œuvres « … nous trouvons des points communs avec ce que nous appelons maintenant le 'théâtre total'. Dans beaucoup de ses pièces, il alterne vers et prose, pantomime et danse, des moments d'acrobatie et d'autres de jonglerie, et même de spiritualisme… »
La ville de Iași, en Roumanie, l'honore d'un festival international de théâtre qui porte son nom, d'un obélisque (ro) et d'un buste (ro).

## Œuvre

### Pièces de théâtre
Certaines sources ne concordent pas sur les dates (et quelquefois même sur les noms) de certaines pièces de Goldfaden. Comme d'habitude, la transcription du yiddish peut varier énormément.
- Di Mumeh Sosfeh ("La tante Suzie") écrit en 1869[19],[20].
- Di Tzwei Skheines ("Les deux voisines") écrite en 1869[19] (peut-être la même que Di Skheines, 1877[21]
- Polyeh Shikor ("Polyeh, l'ivrogne"), 1871[19]
- Anonimeh Komedyeh ("Comédie anonyme"), 1876[19]
- Di Rekruten ("Les recrues"), 1876[21], 1877[19]
- Dos Bintl Holtz ("Le fagot de brindilles"), 1876[21]
- Fishl der balegole un zain knecht Sider ("Fishel le cocher et son serviteur Sider"), 1876[21]
- Di Velt a Gan-Edn ("Le monde est un Paradis"), 1876[21]
- Der Farlibter Maskil un der Oifgheklerter Hosid ("Le philosophe amoureux et le Hassid éclairé"), 1876[21]
- Der Shver mitn eidem ("Beau-père et gendre"), 1876[21]
- Di Bobeh mit dem Einikel ("La grand-mère et la petite-fille"), 1876[21], 1879[19]
- L'île désolée, traduction en yiddish d'une pièce d'August von Kotzebue, 1876[21]
- Di Intrigeh oder Dvosie di pliotkemahern ("L'intrigue ou Dvoisie l'intrigante"), 1876[19], 1877[21]
- A Gloz Vaser ("Un verre d'eau"), 1877[21]
- Hotje-mir un Zaitje-mir ("Les invendus"), 1877[21]
- Shmendrik, oder Die komishe Chaseneh ("Schmendrik ou le mariage comique"), 1877[21] 1879[19]
- Shuster un Shnaider ("Cordonnier et tailleur"), 1877[21]
- Die Kaprinzeh Kaleh, oder Kaptsnzon un Hungerman ("La mariée capricieuse ou le Fils du pauvre et l'Affamé"), 1877[21],[22] presumably the same play as Die kaprizneh Kaleh-Moid (The Capricious Bridemaid) 1887[19]
- Yontl Shnaider ("Yontl le tailleur"), 1877[21]
- Vos tut men? ("Que fait-on ?"), 1877[21]
- Die Shtumeh Kaleh ("La mariée muette"), 1877[21] 1887[19]
- Die Tzwei Toibe ("Les deux hommes sourds"), 1877[21]
- Der Ghekoifter Shlof ("Le sommeil acheté"), 1877[21]
- Die Skheines ("Les voisines"), 1877[21]
- Yukel un Yekel ("Yukel et Yekel"), 1877[21]
- Der Katar ("Catarrhe"), 1877[21]
- Ix-Mix-Drix, 1877[21]
- Di Mumeh Sosseh ("La tante Suzie"), 1877[21]
- Braindele Kozak ("Breindele Cossack"), 1877[19],[21]
- Der Podriatshik ("Le pourvoyeur"), 1877[21]
- Di Alte Moid ("La vieille fille"), 1877[21]
- Di Tzvei fardulte ("Les deux hurluberlus"), 1877[21]
- Di Shvebelekh ("Les allumettes"), 1877[21]
- Fir Portselaiene Teler ("Quatre assiettes de porcelaine"), 1877[21]
- Der Shpigl ("Le miroir"), 1877[21]
- Toib, Shtum un Blind ("Sourd, muet et aveugle"), 1878[21]
- Der Ligner, oder Todres Bloz ("Le menteur ou Todres, souffles" ou "Todres le tromboniste"), 1878[21]
- Ni-be-ni-me-ni-cucurigu ("Pas moi, pas vous, pas le cocorico" ou "Ni ceci, ni cela, ni le cocorico"; Lulla Rosenfeld a donné le titre alternatif "La lutte de la culture contre le fanatisme"), 1878[21]
- Der Heker un der Bleher-iung ("Le boucher et le rétameur"), 1878[21]
- Die Kishufmacherin ("La sorcière", aussi connu sous le nom de "La sorcière de Botoşani") 1878[21], 1887[19]
- Soufflé, 1878[21]
- Di Intriganten ("Les deux intrigants"), 1878[21]
- Di tzwei Kuni-lemels ("Le fanatique ou les deux nigauds"), 1880[19],[22]
- T'hiath Hamethim ("Résurrection"), 1881[21]
- Shulamith ("Sulamite" ou "La fille de Jérusalem"), écrit en 1880[19], 1881[22]
- Dos Zenteh Gebot, oder Lo Tachmod ("Le dixième commandement, ou Tu ne convoiteras pas"), 1882[22] 1887[19]
- Der Sambatien ("Le Sambation"), 1882[22]
- Doctor Almaosado, oder Di Yiden in Palermo ("Le docteur Almosado ou les Juifs de Palerme", aussi connu sous les noms de Docteur Almosado, Docteur Almaraso ou "Docteur Almasaro"), 1880[19] 1883[22]
- Bar-Kokhba, 1883[19], 1885[22]
- Akejdos Jzchuk ("Le sacrifice d'Isaac"), 1891[21]
- Dos Finfteh Gebot, oder Kibed Ov ("Le cinquième commandement, ou Tu honoreras ton père"), 1892[21]
- Rabi Yoselman, oder Di Gzeroth fun Alsas ("Rabbi Yoselman ou les décrets alsaciens"), 1877[19], 1892[21]
- Judas Maccabeus ("Judas Maccabée"), 1892[21]
- Judith mit Holofernes ("Judith et Holopherne"), 1892[21]
- Mashiach Tzeiten?! ("Les Temps messianiques?!"), 1891[19],[20] 1893[21]
- Traduction yiddish du Le Baron tzigane de Johann Strauss II, 1894[21]
- Sdom Veamora ("Sodome et Gomorrhe"), 1895[21]
- Die Catastrofe fun Braila ("La catastrophe de Brăila "), 1895[21]
- Meilits Ioisher ("Le défenseur de la justice"), 1897[21]
- David ba-Milchama ("David en guerre"), 1906[19] in Hebrew
- Ben Ami ("Fils de mon peuple") 1907[21] 1908[19]

### Chansons et poésies
Goldfaden a écrit des centaines de chansons et poèmes. Parmi ceux-ci, les plus fameux sont:
- "Der Malekh" ("L'Ange")
- "Royzhinkes mit mandlen" ("Raisins secs et amandes")
- "Shabes, Yontev, un Rosh Khoydesh" ("Chabbat, festivité, et nouvelle lune")
- "Tsu Dayn Geburtstog!" ("Pour ton anniversaire!")

### Goldfaden et le sionisme
Goldfaden a eu des relations ambiguës avec le sionisme. Certains de ses premiers poèmes sont sionistes avant la lettre et une de ses dernières pièces est écrite en hébreu ; plusieurs de ses pièces sont implicitement ou explicitement sionistes (Shulamith se passe à Jérusalem, Mashiach Tzeiten?! se termine avec les protagonistes abandonnant New York pour la Palestine). En 1900, il assiste au Congrès sioniste mondial comme délégué de Paris. Cependant, il passe la majeure partie de sa vie (et a localisé plus de la moitié de ses pièces) dans la Zone de Résidence et dans les régions juives attenantes en Roumanie, et quand il a quitté la Roumanie, il ne s'est jamais rendu en Palestine, mais dans des villes comme New York, Londres ou Paris.